# Albert Kan-Dapaah
Albert Kan-Dapaah (* 14. März 1953) ist ein ghanaischer Politiker. Im Kabinett von Präsident John Agyekum Kufuor war er seit August 2007 Verteidigungsminister als Amtsnachfolger von Kwame Addo-Kufuor.

## Ausbildung
Kan-Dapaah besuchte zwischen 1964 und 1969 die Acherensua Secondary School und wechselte nach dem Abschluss an das Institute of Professional Studies, um Rechnungswesen/Wirtschaftsprüfung zu studieren. Im Jahr 1975 schrieb er sich in der North East London Fachhochschule ein (North East London Polytechnic) und später an das Emile Woolf College für Rechnungswesen (Accountancy).

## Karriere
Seit 1978 hat Kan-Dapaah verschiedene Positionen bei privaten Firmen und öffentlichen Institutionen inne. Als Wirtschaftsprüfer (Audit Senior) war er bei Pannel Kerr Forster zwischen 1978 und 1986 unter anderem in Monrovia und London tätig. Im Januar 1987 wurde er Abteilungsleiter des Rechnungswesens bei Social Security and National Insurance Trust (SSNIT). Er wurde Direktor des Rechnungswesens bei Electricity Company of Ghana im September 1987 und stieg zum Direktor der Finanzen auf. Diese Position hatte er sechs Jahre inne.
Kan-Dapaah ist in Accra, Ghana Partner seiner eigenen Firma Kwesie, Kan-Dapaah and Baah Co. Ferner ist er Managing Consultant der Firma Kan-Dapaah and Associates, einer kleinen Wirtschaftsprüfergesellschaft. An der Universität von Ghana sowie dem Institut of Professional Studies war er in Teilzeit zudem in der Lehre im Bereich Rechnungswesen tätig. 1996 wurde er zum Präsidenten des Instituts für amtlich zugelassene Wirtschaftsprüfer (Institute of Chartered Accountants) von Ghana gewählt. Ferner wurde er zum Vizepräsidenten der Vereinigung von Prüfungsgesellschaften in Westafrika (Association of Accountancy Bodies).
Kan-Dapaah war im National Council der Repräsentant der Ashanti Region. Er ist Mitglied der New Patriotic Party (NPP) sowie Mitglied des Komitees für Finanzen und Wirtschaftsangelegenheiten der NPP in den Jahren 1992 bis 1996.
Seit Januar 1997 ist er Mitglied des Parlaments in Ghana für den Wahlkreis Afigya Sekyere West. Unter Präsident John Agyekum Kufuor war er zunächst zwischen 2005 und April 2006 Minister für Kommunikation. Im April 2006 wechselte er als Minister in das Innenministerium und wurde nunmehr Verteidigungsminister im August 2007.